# Traubach-le-Bas
Traubach-le-Bas là một xã trong tỉnh Haut-Rhin, vùng Grand Est ở đông bắc Pháp. Xã này có diện tích 6,78 km², dân số năm 1999 là 475 người. Khu vực này có độ cao 300 mét trên mực nước biển.